# Walter Oemisch
Paul Walter Oemisch (* 10. Juni 1878 in Halle (Saale); † 3. Januar 1903 in Halle (Saale)) war ein deutscher Schriftsteller.

## Leben
Der Vater Richard Oemisch war Kaufmann in Halle. Walter Oemisch besuchte die Lateinschule (Franckesche Stiftungen) und war danach im väterlichen Betrieb tätig. Auf Grund seiner schwachen Gesundheit und seines fehlenden Interesses für diesen Beruf wandte er sich dem Schreiben zu und veröffentlichte mehrere Bücher.
1903 starb er im Alter von 24 Jahren. Seine Braut Marta Fahr gab weitere Texte aus seinem Nachlass heraus.
Im Stadtarchiv Halle befinden sich einige wenige Nachlassdokumente.

## Werke
Walter Oemisch veröffentlichte mehrere belletristische Werke sowie einige Gedichte in den Literaturzeitschriften Stimmen der Gegenwart und Monatsblätter für deutsche Litteratur.
- Im Atelier, Lustspiel, 1900
- Vom Leben und vom Lieben. Lieder eines Zukunftslosen, Pierson, Dresden, 1901 Titelblatt[3]
- Unreifes. Ein Skizzenbuch, Skizzen, 1902
- Die Sehnsüchtigen, Drama in einem Aufzug, Missfeldt, Kiel 1902; Uraufführung am 20. Oktober 1902 am Hoftheater Schwerin[4]
- Ein Leben. Gesammelter Nachlaß, herausgegeben von Marta Fahr, mit einem Vorwort von Dr. Max Prels, Wigand, Leipzig 1904